# Renzo Sambo
Renzo Sambo, född 17 januari 1942 i Treviso, död 10 augusti 2009 i Cesiomaggiore, var en italiensk roddare.
Sambo blev olympisk guldmedaljör i tvåa med styrman vid sommarspelen 1968 i Mexico City.